# Lista de primeiros-ministros de Israel

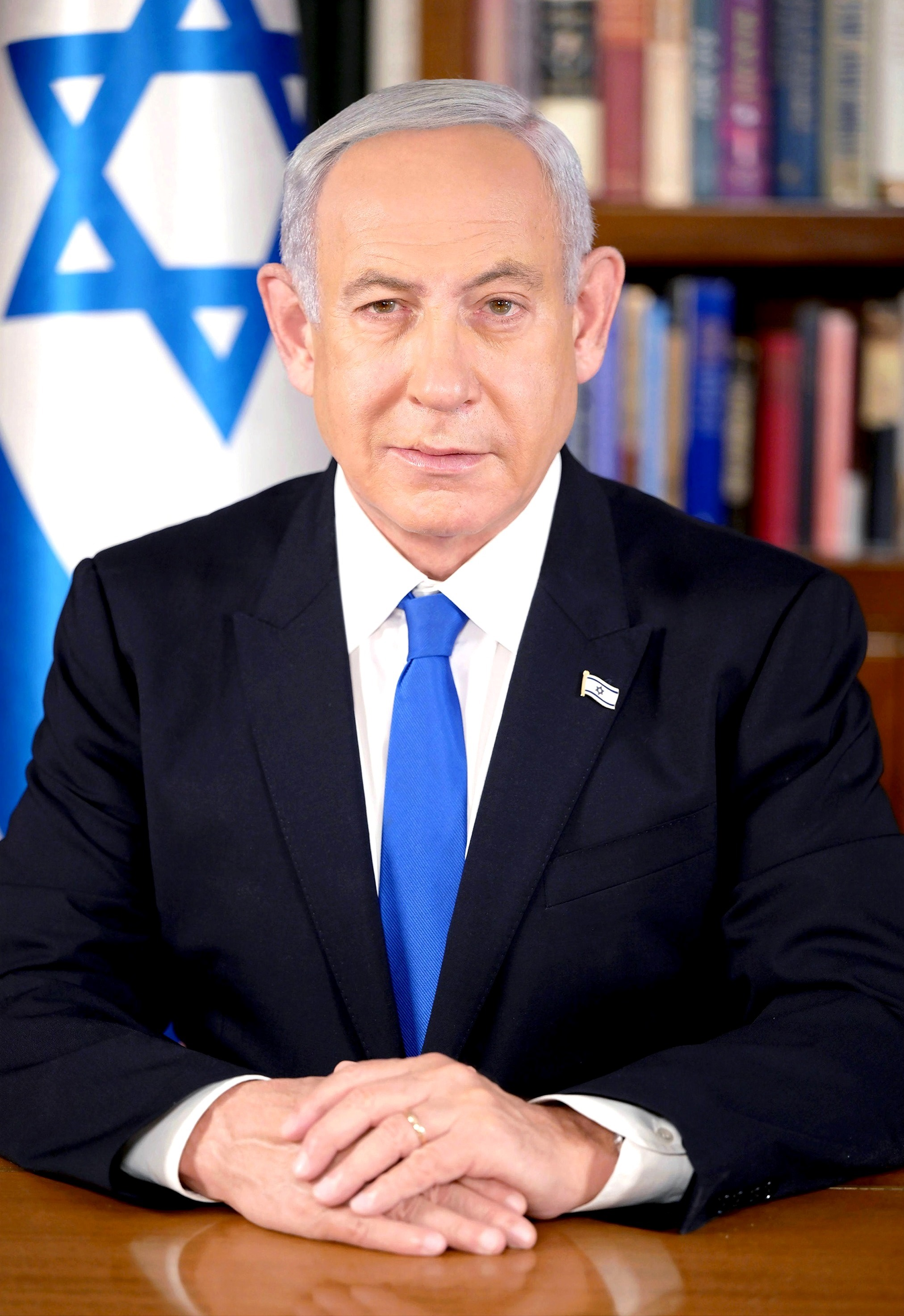
Benjamin Netanyahu, o 9º e atual primeiro-ministro de Israel

Este artigo lista os primeiros-ministros de Israel desde a adoção da Declaração de Independência do Estado de Israel em 1948.

## Primeiros-ministros de Israel (1948–atualmente)
Quatorze pessoas serviram como primeiro-ministro de Israel, cinco das quais serviram em duas ou três ocasiões não consecutivas. Além disso, uma pessoa, Yigal Allon, serviu apenas como primeiro-ministro interino. Os outros dois que serviram como primeiro-ministro interino se tornaram primeiro-ministro.
| Mapai/Alinhamento/Trabalhista (7) Herut/Likud (4) Kadima (2) Yamina (1) Yesh Atid (1) | Mapai/Alinhamento/Trabalhista (7) Herut/Likud (4) Kadima (2) Yamina (1) Yesh Atid (1) | Mapai/Alinhamento/Trabalhista (7) Herut/Likud (4) Kadima (2) Yamina (1) Yesh Atid (1) | Mapai/Alinhamento/Trabalhista (7) Herut/Likud (4) Kadima (2) Yamina (1) Yesh Atid (1) | Mapai/Alinhamento/Trabalhista (7) Herut/Likud (4) Kadima (2) Yamina (1) Yesh Atid (1) | Mapai/Alinhamento/Trabalhista (7) Herut/Likud (4) Kadima (2) Yamina (1) Yesh Atid (1) | Mapai/Alinhamento/Trabalhista (7) Herut/Likud (4) Kadima (2) Yamina (1) Yesh Atid (1) | Mapai/Alinhamento/Trabalhista (7) Herut/Likud (4) Kadima (2) Yamina (1) Yesh Atid (1) | Mapai/Alinhamento/Trabalhista (7) Herut/Likud (4) Kadima (2) Yamina (1) Yesh Atid (1)                              | Mapai/Alinhamento/Trabalhista (7) Herut/Likud (4) Kadima (2) Yamina (1) Yesh Atid (1)                                                               |
| N.º                                                                                   | Nome (Tempo de vida)                                                                  | Retrato                                                                               | Partido político                                                                      | Mandato                                                                               | Mandato                                                                               | Eleito em (Knesset)                                                                   | Eleito em (Knesset)                                                                   | Governo | Governo |
| N.º                                                                                   | Nome (Tempo de vida)                                                                  | Retrato                                                                               | Partido político                                                                      | Mandato                                                                               | Mandato                                                                               | Eleito em (Knesset)                                                                   | Eleito em (Knesset)                                                                   | N.º | Composição |
| ------------------------------------------------------------------------------------- | ------------------------------------------------------------------------------------- | ------------------------------------------------------------------------------------- | ------------------------------------------------------------------------------------- | ------------------------------------------------------------------------------------- | ------------------------------------------------------------------------------------- | ------------------------------------------------------------------------------------- | ------------------------------------------------------------------------------------- | --- | --- |
| 1                                                                                     | David Ben-Gurion (1886–1973)                                                          |                                                                                       | Mapai                                                                                 | 14 de maio de 1948                                                                    | 10 de março de 1949                                                                   | —                                                                                     | —                                                                                     | Prov. | Mapai • Mapam • HHaM • Nova Aliyah • S&O • Mizrachi • Sionistas Gerais • Aguda                                                                      |
| 1                                                                                     | David Ben-Gurion (1886–1973)                                                          | 10 de março de 1949                                                                   | Mapai                                                                                 | 1 de novembro de 1950                                                                 | 1949 (1º)                                                                             | 1949 (1º)                                                                             | 1º                                                                                    | Mapai • Frente Religiosa Unida • Progressista • S&O • Lista Democrática de Nazaré                                  | |
| 1                                                                                     | David Ben-Gurion (1886–1973)                                                          | 1 de novembro de 1950                                                                 | Mapai                                                                                 | 8 de outubro de 1951                                                                  | 1949 (1º)                                                                             | 1949 (1º)                                                                             | 2º                                                                                    | Mapai • Frente Religiosa Unida • Progressista • S&O • Lista Democrática de Nazaré                                  | |
| 1                                                                                     | David Ben-Gurion (1886–1973)                                                          | 8 de outubro de 1951                                                                  | Mapai                                                                                 | 24 de dezembro de 1952                                                                | 1951 (2º)                                                                             | 1951 (2º)                                                                             | 3º                                                                                    | Mapai • Mizrachi • HHaM-Aguda-PAY • DLIA-Progresso e Trabalho-A&D                                                  | |
| 1                                                                                     | David Ben-Gurion (1886–1973)                                                          | 24 de dezembro de 1952                                                                | Mapai                                                                                 | 7 de dezembro de 1953                                                                 | 1951 (2º)                                                                             | 1951 (2º)                                                                             | 4º                                                                                    | Mapai • Sionistas Gerais • Progressista • Mizrachi • HHaM • DLIA-Progresso e Trabalho-A&D                          | |
| 2                                                                                     | Moshe Sharett (1894–1965)                                                             |                                                                                       | Mapai                                                                                 | 7 de dezembro de 1953                                                                 | 1951 (2º)                                                                             | 1951 (2º)                                                                             | 4º                                                                                    | Mapai • Sionistas Gerais • Progressista • Mizrachi • HHaM • DLIA-Progresso e Trabalho-A&D                          | 26 de janeiro de 1954 |
| 2                                                                                     | Moshe Sharett (1894–1965)                                                             | 26 de janeiro de 1954                                                                 | Mapai                                                                                 | 29 de junho de 1955                                                                   | 1951 (2º)                                                                             | 1951 (2º)                                                                             | 5º                                                                                    | Mapai • Sionistas Gerais • Progressista • Mizrachi • HHaM • DLIA-Progresso e Trabalho-A&D                          | |
| 2                                                                                     | Moshe Sharett (1894–1965)                                                             | 29 de junho de 1955                                                                   | Mapai                                                                                 | 3 de novembro de 1955                                                                 | 1951 (2º)                                                                             | 1951 (2º)                                                                             | 6º                                                                                    | Mapai • Mizrachi • HHaM • DLIA-Progresso e Trabalho-A&D                                                            | |
| (1)                                                                                   | David Ben-Gurion (1886–1973)                                                          |                                                                                       | Mapai                                                                                 | 3 de novembro de 1955                                                                 | 7 de janeiro de 1958                                                                  | 1955 (3º)                                                                             | 1955 (3º)                                                                             | 7º | Mapai • Mafdal • Mapam • AHaA • Progressista • DLIA-Progresso e Trabalho-A&D • P&D-Cooperação e Fraternidade[11]                                    |
| (1)                                                                                   | David Ben-Gurion (1886–1973)                                                          | 7 de janeiro de 1958                                                                  | Mapai                                                                                 | 17 de dezembro de 1959                                                                | 8º                                                                                    | 1955 (3º)                                                                             | 1955 (3º)                                                                             | | Mapai • Mafdal • Mapam • AHaA • Progressista • DLIA-Progresso e Trabalho-A&D • P&D-Cooperação e Fraternidade[11]                                    |
| (1)                                                                                   | David Ben-Gurion (1886–1973)                                                          | 17 de dezembro de 1959                                                                | Mapai                                                                                 | 2 de novembro de 1961                                                                 | 1959 (4º)                                                                             | 1959 (4º)                                                                             | 9º                                                                                    | | Mapai • Mafdal • Mapam • AHaA • Progressista • DLIA-Progresso e Trabalho-A&D • P&D-Cooperação e Fraternidade[11]                                    |
| (1)                                                                                   | David Ben-Gurion (1886–1973)                                                          | 2 de novembro de 1961                                                                 | Mapai                                                                                 | 26 de junho de 1963                                                                   | 1961 (5º)                                                                             | 1961 (5º)                                                                             | 10º                                                                                   | Mapai • Mafdal • AHaA • PAY • P&D-Cooperação e Fraternidade                                                        | |
| 3                                                                                     | Levi Eshkol (1895–1969)                                                               |                                                                                       | Mapai                                                                                 | 26 de junho de 1963                                                                   | 1961 (5º)                                                                             | 1961 (5º)                                                                             | 22 de dezembro de 1964                                                                | Mapai • Mafdal • AHaA • PAY • P&D-Cooperação e Fraternidade                                                        | 11º |
| 3                                                                                     | Levi Eshkol (1895–1969)                                                               | 22 de dezembro de 1964                                                                | Mapai                                                                                 | 12 de janeiro de 1966                                                                 | 1961 (5º)                                                                             | 1961 (5º)                                                                             | 12º                                                                                   | Mapai • Mafdal • AHaA • PAY • P&D-Cooperação e Fraternidade                                                        | |
| 3                                                                                     | Levi Eshkol (1895–1969)                                                               | Alinhamento[1] Mapai/Trabalhista                                                      | 12 de janeiro de 1966                                                                 | 26 de fevereiro de 1969[2]                                                            | 1965 (6º)                                                                             | 1965 (6º)                                                                             | 13º                                                                                   | Alinhamento • Mafdal • Mapam • Liberais Independentes • PAY • P&D-Cooperação e Fraternidade • Gahal[11] • Rafi[11] | |
| —                                                                                     | Yigal Allon (1918–1980) Interino                                                      |                                                                                       | Alinhamento Trabalhista                                                               | 26 de fevereiro de 1969[2]                                                            | 1965 (6º)                                                                             | 1965 (6º)                                                                             | 13º                                                                                   | Alinhamento • Mafdal • Mapam • Liberais Independentes • PAY • P&D-Cooperação e Fraternidade • Gahal[11] • Rafi[11] | 17 de março de 1969 |
| 4                                                                                     | Golda Meir (1898–1978)                                                                |                                                                                       | Alinhamento Trabalhista                                                               | 17 de março de 1969                                                                   | 1965 (6º)                                                                             | 1965 (6º)                                                                             | 15 de dezembro de 1969                                                                | Alinhamento • Mafdal • Mapam • Liberais Independentes • PAY • P&D-Cooperação e Fraternidade • Gahal[11] • Rafi[11] | 14º |
| 4                                                                                     | Golda Meir (1898–1978)                                                                | 15 de dezembro de 1969                                                                | Alinhamento Trabalhista                                                               | 10 de março de 1974                                                                   | 1969 (7º)                                                                             | 1969 (7º)                                                                             | 15º                                                                                   | Alinhamento • Gahal[11] • Mafdal • Liberais Independentes • P&D-Cooperação e Fraternidade                          | |
| 4                                                                                     | Golda Meir (1898–1978)                                                                | 10 de março de 1974                                                                   | Alinhamento Trabalhista                                                               | 3 de junho de 1974                                                                    | 1973 (8º)                                                                             | 1973 (8º)                                                                             | 16º                                                                                   | Alinhamento • Mafdal • Liberais Independentes                                                                      | |
| 5                                                                                     | Yitzhak Rabin (1922–1995)                                                             |                                                                                       | Alinhamento Trabalhista                                                               | 3 de junho de 1974                                                                    | 1973 (8º)                                                                             | 1973 (8º)                                                                             | 20 de junho de 1977[3]                                                                | 17º | Alinhamento • Liberais Independentes • Ratz[11] • Mafdal[11]                                                                                        |
| 6                                                                                     | Menachem Begin (1913–1992)                                                            |                                                                                       | Herut Likud[4]                                                                        | 20 de junho de 1977                                                                   | 5 de agosto de 1981                                                                   | 1977 (9º)                                                                             | 1977 (9º)                                                                             | 18º | Likud • Mafdal • Aguda • Dash[11] |
| 6                                                                                     | Menachem Begin (1913–1992)                                                            | 5 de agosto de 1981                                                                   | Herut Likud[4]                                                                        | 10 de outubro de 1983                                                                 | 1981 (10º)                                                                            | 1981 (10º)                                                                            | 19º                                                                                   | Likud • Mafdal • Aguda • Tami • Telem/Movimento para a Renovação do Sionismo Social[11] • Tehiya[11]               | |
| 7                                                                                     | Yitzhak Shamir (1915–2012)                                                            |                                                                                       | Herut Likud[4]                                                                        | 10 de outubro de 1983                                                                 | 1981 (10º)                                                                            | 1981 (10º)                                                                            | 13 de setembro de 1984                                                                | Likud • Mafdal • Aguda • Tami • Telem/Movimento para a Renovação do Sionismo Social[11] • Tehiya[11]               | 20º |
| 8                                                                                     | Shimon Peres (1923–2016)                                                              |                                                                                       | Alinhamento Trabalhista                                                               | 13 de setembro de 1984[5]                                                             | 20 de outubro de 1986                                                                 | 1984 (11º)                                                                            | 1984 (11º)                                                                            | 21º | Alinhamento • Likud • Mafdal • Aguda • Shas • Morasha[11] • Shinui • Ometz                                                                          |
| (7)                                                                                   | Yitzhak Shamir (1915–2012)                                                            |                                                                                       | Herut Likud[4]                                                                        | 20 de outubro de 1986[5]                                                              | 22 de dezembro de 1988                                                                | 1984 (11º)                                                                            | 1984 (11º)                                                                            | 22º | Alinhamento • Likud • Mafdal • Aguda • Shas • Morasha[11] • Shinui • Ometz                                                                          |
| (7)                                                                                   | Yitzhak Shamir (1915–2012)                                                            | Likud[4]                                                                              | 22 de dezembro de 1988                                                                | 11 de junho de 1990                                                                   | 1988 (12º)                                                                            | 1988 (12º)                                                                            | 23º                                                                                   | Likud • Alinhamento • Mafdal • Shas • Aguda • Degel HaTorah                                                        | |
| (7)                                                                                   | Yitzhak Shamir (1915–2012)                                                            | Likud[4]                                                                              | 11 de junho de 1990                                                                   | 13 de julho de 1992                                                                   | 1988 (12º)                                                                            | 1988 (12º)                                                                            | 24º                                                                                   | Likud • Mafdal • Shas • Aguda • Degel HaTorah • Novo Partido Liberal • Tehiya • Tzomet • Moledet • UPI • Geula     | |
| (5)                                                                                   | Yitzhak Rabin (1922–1995)                                                             |                                                                                       | Trabalhista                                                                           | 13 de julho de 1992                                                                   | 4 de novembro de 1995[6]                                                              | 1992 (13º)                                                                            | 1992 (13º)                                                                            | 25º | Trabalhista • Meretz • Shas[11] • Yiud[11] |
| —                                                                                     | Shimon Peres (1923–2016)                                                              |                                                                                       | Trabalhista                                                                           | 4 de novembro de 1995[6]                                                              | 22 de novembro de 1995                                                                | 1992 (13º)                                                                            | 1992 (13º)                                                                            | 26º | Trabalhista • Meretz • Shas[11] • Yiud[11] |
| (8)                                                                                   | Shimon Peres (1923–2016)                                                              | 22 de novembro de 1995                                                                | Trabalhista                                                                           | 18 de junho de 1996                                                                   |                                                                                       | 1992 (13º)                                                                            | 1992 (13º)                                                                            | | Trabalhista • Meretz • Shas[11] • Yiud[11] |
| 9                                                                                     | Benjamin Netanyahu (nascido em 1949)                                                  |                                                                                       | Likud                                                                                 | 18 de junho de 1996                                                                   | 6 de julho de 1999                                                                    | 1996 (14º)                                                                            | 1996 (14º)                                                                            | 27º | Likud-Gesher-Tzomet • Shas • Mafdal • BaAliyah • Judaísmo Unido da Torá • Terceira Via                                                              |
| 10                                                                                    | Ehud Barak (nascido em 1942)                                                          |                                                                                       | Um Israel Trabalhista                                                                 | 6 de julho de 1999                                                                    | 7 de março de 2001                                                                    | 1999                                                                                  | (15º)                                                                                 | 28º | One Israel • Shas • Meretz • BaAliyah • Centro • Mafdal • Judaísmo Unido da Torá[11]                                                                |
| 11                                                                                    | Ariel Sharon (1928–2014)                                                              |                                                                                       | Likud                                                                                 | 7 de março de 2001                                                                    | 28 de fevereiro de 2003                                                               | 2001                                                                                  | (15º)                                                                                 | 29º | Likud • Trabalhista-Meimad[11] • Shas[11] • Centro • Mafdal • Judaísmo Unido da Torá • BaAliyah • União Nacional-Beiteinu • Derekh Hadasha • Gesher |
| 11                                                                                    | Ariel Sharon (1928–2014)                                                              | 28 de fevereiro de 2003                                                               | Likud                                                                                 | 21 de novembro de 2005[7]                                                             | 2003 (16º)                                                                            | 2003 (16º)                                                                            | 30º                                                                                   | Likud • Shinui[11] • União Nacional[11] • Mafdal[11] • Trabalhista-Meimad • Aguda[11]                              | |
|                                                                                       | Ariel Sharon (1928–2014)                                                              | Kadima                                                                                | 21 de novembro de 2005[7]                                                             | (4 de janeiro de 2006)[8] 14 de abril de 2006                                         | 2003 (16º)                                                                            | 2003 (16º)                                                                            | 30º                                                                                   | Kadima • Likud[11] • Aguda                                                                                         | |
| —                                                                                     | Ehud Olmert (nascido em 1945)                                                         |                                                                                       | Kadima                                                                                | 4 de janeiro de 2006[8]                                                               | 2003 (16º)                                                                            | 2003 (16º)                                                                            | 30º                                                                                   | Kadima • Likud[11] • Aguda                                                                                         | 14 de abril de 2006 |
| 12                                                                                    | Ehud Olmert (nascido em 1945)                                                         | 14 de abril de 2006                                                                   | Kadima                                                                                | 4 de maio de 2006                                                                     | 2003 (16º)                                                                            | 2003 (16º)                                                                            | 30º                                                                                   | Kadima • Likud[11] • Aguda                                                                                         | |
| 12                                                                                    | Ehud Olmert (nascido em 1945)                                                         | 4 de maio de 2006                                                                     | Kadima                                                                                | 31 de março de 2009[9]                                                                | 2006 (17º)                                                                            | 2006 (17º)                                                                            | 31º                                                                                   | Kadima • Trabalhista • Shas • Gil • Beiteinu[11]                                                                   | |
| (9)                                                                                   | Benjamin Netanyahu (nascido em 1949)                                                  |                                                                                       | Likud                                                                                 | 31 de março de 2009                                                                   | 18 de março de 2013                                                                   | 2009 (18º)                                                                            | 2009 (18º)                                                                            | 32º | Likud • Beiteinu • Shas • Trabalhista/Independência[11] • Lar Judaico • Judaísmo Unido da Torá[11]                                                  |
| (9)                                                                                   | Benjamin Netanyahu (nascido em 1949)                                                  | 18 de março de 2013                                                                   | Likud                                                                                 | 6 de maio de 2015                                                                     | 2013 (19º)                                                                            | 2013 (19º)                                                                            | 33º                                                                                   | Likud • Yesh Atid • Lar Judaico • Yisrael Beiteinu • Hatnuah                                                       | |
| (9)                                                                                   | Benjamin Netanyahu (nascido em 1949)                                                  | 6 de maio de 2015                                                                     | Likud                                                                                 | 9 de abril de 2019                                                                    | 2015 (20º)                                                                            | 2015 (20º)                                                                            | 34º                                                                                   | Likud • Kulanu • Lar Judaico • Shas • Judaísmo Unido da Torá • Yisrael Beiteinu[11]                                | |
| —                                                                                     | Benjamin Netanyahu (nascido em 1949)                                                  | 9 de abril de 2019                                                                    | Likud                                                                                 | 17 de maio de 2020                                                                    | Abr 2019 (21º)                                                                        | Abr 2019 (21º)                                                                        | 34º                                                                                   | Likud • Kulanu • Lar Judaico • Shas • Judaísmo Unido da Torá • Yisrael Beiteinu[11]                                | |
| —                                                                                     | Benjamin Netanyahu (nascido em 1949)                                                  | 9 de abril de 2019                                                                    | Likud                                                                                 | 17 de maio de 2020                                                                    | Set 2019 (22º)                                                                        |                                                                                       | 34º                                                                                   | Likud • Kulanu • Lar Judaico • Shas • Judaísmo Unido da Torá • Yisrael Beiteinu[11]                                | |
| (9)                                                                                   | Benjamin Netanyahu (nascido em 1949)                                                  | 17 de maio de 2020                                                                    | Likud                                                                                 | 13 de junho de 2021                                                                   | 2020 (23º)                                                                            | 2020 (23º)                                                                            | 35º                                                                                   | Likud • Azul e Branco • Shas • Judaísmo Unido da Torá • Trabalhista • Derekh Eretz[11] • Gesher • Lar Judaico      | |
| 13                                                                                    | Naftali Bennett (nascido em 1972)                                                     |                                                                                       | Yamina                                                                                | 13 de junho de 2021                                                                   | 30 de junho de 2022[10]                                                               | 2021 (24º)                                                                            | 2021 (24º)                                                                            | 36º | Yesh Atid • Azul e Branco • Yamina • Trabalhista • Yisrael Beiteinu • Nova Esperança • Meretz • Lista Árabe Unida                                   |
| 14                                                                                    | Yair Lapid (nascido em 1963)                                                          |                                                                                       | Yesh Atid                                                                             | 1 de julho de 2022                                                                    | 29 de dezembro de 2022                                                                | 2021 (24º)                                                                            | 2021 (24º)                                                                            | 36º | Yesh Atid • Azul e Branco • Yamina • Trabalhista • Yisrael Beiteinu • Nova Esperança • Meretz • Lista Árabe Unida                                   |
| (9)                                                                                   | Benjamin Netanyahu (nascido em 1949)                                                  |                                                                                       | Likud                                                                                 | 29 de dezembro de 2022                                                                | Incumbente                                                                            | 2022 (25º)                                                                            | 2022 (25º)                                                                            | 37º | Likud • Shas • Judaísmo Unido da Torá • Sionista Religioso • Otzma Yehudit • Noam                                                                   |

## Duração do mandato em anos
1. Benjamin Netanyahu: 17 anos e 175 dias em  (primeiro mandato: 3 anos e 18 dias; segundo mandato: 12 anos e 74 dias; terceiro mandato: 2 anos e 83 dias)
2. David Ben-Gurion:  13 anos e 127 dias (primeiro mandato: 5 anos e 257 dias; segundo mandato: 7 anos e 235 dias)
3. Yitzhak Shamir: 6 anos e 242 dias (primeiro mandato: 339 dias; segundo mandato: 5 anos e 268 dias)
4. Yitzhak Rabin: 6 anos e 132 dias (primeiro mandato: 3 anos e 18 dias; segundo mandato: 3 anos e 114 dias)
5. Menachem Begin: 6 anos e 113 dias
6. Levi Eshkol: 5 anos e 247 dias
7. Ariel Sharon: 5 anos e 39 dias [a]
8. Golda Meir: 5 anos e 19 dias
9. Ehud Olmert: 2 anos e 351 dias [b]
10. Shimon Peres: 2 anos e 264 dias (primeiro mandato: 2 anos e 37 dias; segundo mandato: 227 dias)
11. Moshe Sharett: 1 ano e 281 dias
12. Ehud Barak: 1 ano e 245 dias
13. Naftali Bennett: 1 ano e 17 dias
14. Yair Lapid: 181 dias
15. Yigal Allon: 19 dias (interino)

1. ↑  Inclui um período de 100 dias de "incapacitação temporária" durante o qual Sharon manteve o título de primeiro-ministro, mas as autoridades do cargo foram delegadas ao primeiro-ministro interino designado
2. ↑  Exclui um período de 100 dias em que Olmert recebeu a autoridade de primeiro-ministro, na sua qualidade de primeiro-ministro interino, enquanto o primeiro-ministro em exercício estava "temporariamente incapacitado"

### LInha do tempo
Esta é uma linha do tempo de vida dos primeiros-ministros de Israel em forma de gráfico. Os primeiros-ministros são listados em ordem de cargo, com os primeiros-ministros que ocuparam o cargo mais de uma vez listados em ordem de seu primeiro mandato.
Não foi possível compilar a entrada EasyTimeline:

Timeline generation failed: 7 errors found

Line 30:    at:22/03/2025 color:TODAY width:0.1

- LineData attribute 'at' invalid.

```
 Date '22/03/2025' not within range as specified by command Period.

```

Line 82:     from:21/10/1949 till:22/03/2025 shift:(-97,-5) textcolor:NAME text:Benjamin Netanyahu

- Plotdata attribute 'till' invalid.

```
 Date '22/03/2025' not within range as specified by command Period.

```

Line 88:     from:29/12/2022 till:22/03/2025

- Plotdata attribute 'till' invalid.

```
 Date '22/03/2025' not within range as specified by command Period.

```

Line 91:     from:12/02/1942 till:22/03/2025 shift:(-10,-5) textcolor:NAME text:Ehud Barak

- Plotdata attribute 'till' invalid.

```
 Date '22/03/2025' not within range as specified by command Period.

```

Line 103:     from:30/09/1945 till:22/03/2025 shift:(-20,-5) textcolor:NAME text:Ehud Olmert

- Plotdata attribute 'till' invalid.

```
 Date '22/03/2025' not within range as specified by command Period.

```

Line 108:     from:25/03/1972 till:22/03/2025 shift:(-20,-5) textcolor:NAME text:Naftali Bennett

- Plotdata attribute 'till' invalid.

```
 Date '22/03/2025' not within range as specified by command Period.

```

Line 113:     from:05/11/1963 till:22/03/2025 shift:(-20,-5) textcolor:NAME text:Yair Lapid

- Plotdata attribute 'till' invalid.

```
 Date '22/03/2025' not within range as specified by command Period.

```